# Chevrolet Spark
El Chevrolet Spark, originalment comercialitzat com a Daewoo Matiz, és un cotxe urbà fabricat per GM Korea. Es ven únicament com a cotxe amb porta posterior de cinc portes.
La primera generació del Daewoo Matiz fou llançada el 1998 per GM Korea, la filial sud-coreana de General Motors, anteriorment coneguda com a Daewoo Motors, per substituir el Daewoo Tico. La compra de Daewoo Motors per General Motors el 2002 feu que gradualment es passés a comercialitzar com a model de Chevrolet. La segona generació sortí al mercat el 2005 i la tercera el 2010.
El juny del 2013 se'n llançà una versió elèctrica, el Chevrolet Spark EV, en alguns mercats de Califòrnia i Oregon (Estats Units). Es tracta del primer turisme elèctric comercialitzat per General Motors des de la retirada de l'EV1 el 1999.